# Định lý Rouché–Capelli
Định lý Rouché–Capelli là một định lý trong đại số tuyến tính xác định số nghiệm của một hệ phương trình tuyến tính, khi cho biết hạng của ma trận mở rộng và ma trận hệ số của nó. Định lý còn được biết đến với nhiều tên gọi như:
- Định lý Kronecker–Capelli ở Áo, Ba Lan, Romania và Nga;
- Định lý Rouché–Capelli ở Ý;
- Định lý Rouché–Fontené ở Pháp;
- Định lý Rouché–Frobenius ở Tây Ban Nha và nhiều nước ở Mỹ Latinh;
- Định lý Frobenius ở Cộng hòa Séc và ở Slovakia.

## Phát biểu
Một hệ phương trình tuyến tính với n ẩn có nghiệm khi và chỉ khi hạng của ma trận hệ số A của nó bằng hạng của ma trận mở rộng [A|b]. Nếu tồn tại nghiệm thì chúng tạo thành một không gian afin con {\displaystyle \mathbb {R} ^{n}}với số chiều bằng n−rank(A). Cụ thể hơn:
- nếu n = rank(A), nghiệm là duy nhất,
- nếu không thì có vô số nghiệm.

## Ví dụ
Xét hệ phương trình
x + y + 2z = 3,
x + y + z = 1,
2x + 2y + 2z = 2.
Ma trận hệ số là
{\displaystyle A={\begin{bmatrix}1&1&2\\1&1&1\\2&2&2\\\end{bmatrix}},}
và ma trận mở rộng là
{\displaystyle (A|B)=\left[{\begin{array}{ccc|c}1&1&2&3\\1&1&1&1\\2&2&2&2\end{array}}\right].}
Vì cả hai ma trận trên đều có cùng hạng là 2 nên tồn tại ít nhất một nghiệm, và vì hạng của chúng nhỏ hơn số ẩn là 3 nên tồn tại vô số nghiệm.
Ngược lại, xét hệ sau
x + y + 2z = 3,
x + y + z = 1,
2x + 2y + 2z = 5.
Ma trận hệ số là
{\displaystyle A={\begin{bmatrix}1&1&2\\1&1&1\\2&2&2\\\end{bmatrix}},}
và ma trận mở rộng là
{\displaystyle (A|B)=\left[{\begin{array}{ccc|c}1&1&2&3\\1&1&1&1\\2&2&2&5\end{array}}\right].}
Trong ví dụ này ma trận hệ số có hạng 2, trong khi ma trận mở rộng có hạng 3; vì thế hệ phương trình này vô nghiệm. Thật vậy, việc tăng số cột độc lập tuyến tính đã làm cho hệ phương trình trở nên không nhất quán.